# De Ægtemænd!
De Ægtemænd! er en dansk stumfilm fra 1914, der er instrueret af A.W. Sandberg efter manuskript af Harriet Bloch.

## Handling
Denne artikel mangler et handlingsreferat. Hjælp os med at skrive det.

## Medvirkende
- Carl Lauritzen - Hr. West
- Gyda Aller - Fru West
- Frederik Jacobsen - Hr. From
- Dagmar Kofoed - Fru From
- Stella Kjerulf - Amanda, en pige
- Karen Christensen
- Holger Syndergaard
- Vita Blichfeldt
- Fr. Bondesen